# Giuseppe Veronese
Giuseppe Veronese, född 7 maj 1854 i Chioggia, död 17 juli 1917 i Padua, var en italiensk matematiker.
Veronese blev 1881 professor i geometri i Padua, var 1897–1900 deputerad och från 1904 senator. Han skrev en mängd arbeten särskilt inom den flerdimensionella geometrins område. Han var ledamot av Accademia dei Lincei.

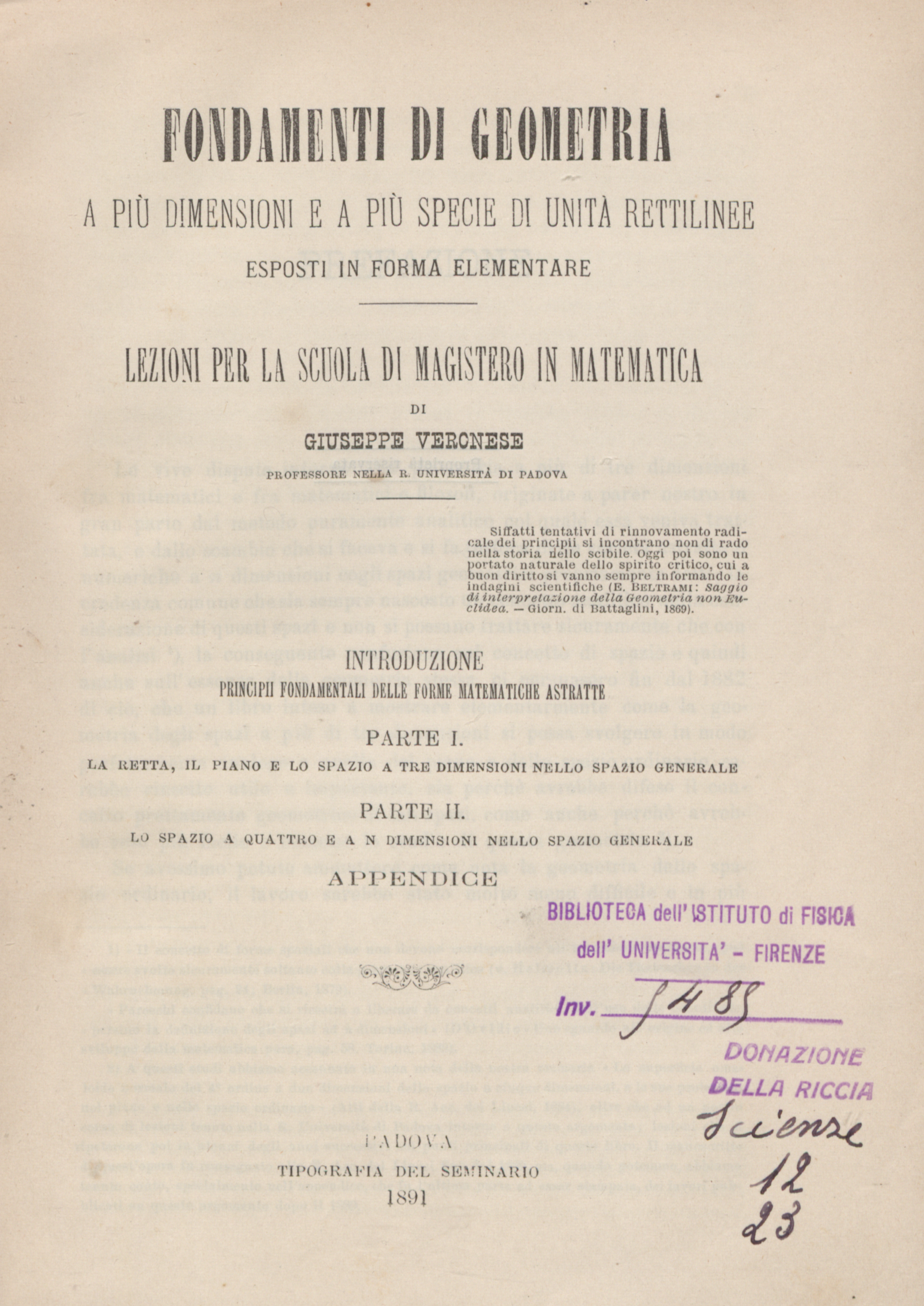
Fondamenti di geometria a piu dimensioni e a piu specie di unità rettilinee, 1891.